# Delírio persecutório
O delírio persecutório é um tipo de condição delirante em que a pessoa afetada acredita que um perseguidor lhe vai fazer mal, apesar de uma clara falta de provas. A pessoa acredita que está a ser alvo de um indivíduo ou de um grupo de pessoas. Os delírios persecutórios são muito diversos em termos de conteúdo e variam entre o possível, embora improvável, até ao completamente bizarro. O delírio pode ser encontrado em várias perturbações, sendo mais comum nas perturbações psicóticas. 
O delírio persecutório está no lado mais grave do espetro da paranoia e induz múltiplas complicações, desde a ansiedade a ideação suicida. O delírio persecutório tem uma elevada percentagem de atuação, como não sair de casa por medo ou agir de forma violenta. O tipo persecutório é um delírio comum e é mais prevalente no sexo masculino. 
A causalidade dos delírios persecutórios é uma combinação de factores genéticos (história familiar) e ambientais (consumo de drogas e álcool, abuso emocional). Este tipo de delírio é resistente ao tratamento. Os métodos de tratamento mais comuns são a terapia cognitivo-comportamental, medicação, nomeadamente os antipsicóticos de primeira e segunda geração, e, em casos graves, internamento. O diagnóstico da perturbação pode ser efectuado com base no DSM-5 ou na CID-11.

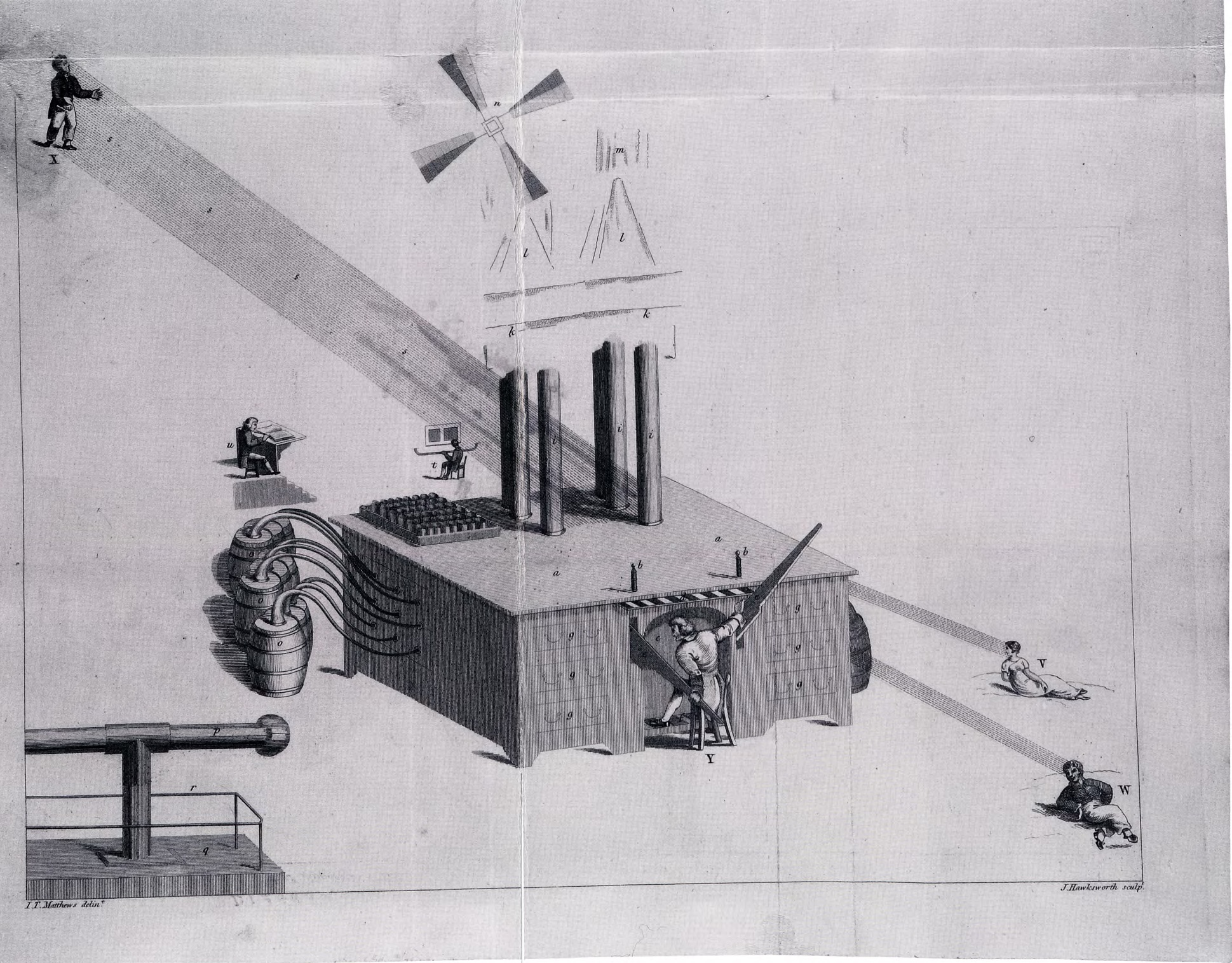
Ilustração de James Tilly Matthews de um gangue de espiões usando um "tear de ar" para atormentá-lo à distância

## Sintomas
Os delírios persecutórios são crenças persistentes e angustiantes de que se está a ser ou vai ser agredido, que se mantêm mesmo quando são apresentadas provas do contrário. Esta condição é frequentemente observada em perturbações como a esquizofrenia, transtorno esquizoafetivo, transtorno delirante, em episódios maníacos do transtorno bipolar, na depressão psicótica e em alguns distúrbios de personalidade. Juntamente com o ciúme patológico, o delírio persecutório é o tipo de delírio mais comum nos homens e é um sintoma frequente de psicose. Mais de 70% dos indivíduos com um primeiro episódio de psicose relataram delírios persecutórios. O delírio persecutório é frequentemente associado a ansiedade, depressão, perturbações do sono, baixa autoestima, ruminação e ideação suicida. As elevadas taxas de preocupação, semelhantes às da perturbação de ansiedade generalizada, estão presentes em indivíduos com o delírio; além disso, o nível de preocupação tem sido associado à persistência do delírio. As pessoas com delírio persecutório têm uma dificuldade acrescida em atribuir estados mentais aos outros e, como resultado, muitas vezes interpretam mal as intenções dos outros.
As pessoas que apresentam esta forma de delírio encontram-se frequentemente nos últimos 2% em termos de bem-estar psicológico. Foi encontrada uma correlação entre o poder imaginado que o perseguidor tem e o controlo que o doente tem sobre o delírio. As pessoas com uma correlação mais forte entre os dois factores têm uma taxa mais elevada de depressão e ansiedade. Em ambientes urbanos, sair à rua leva a que as pessoas com este delírio tenham um aumento importante dos níveis de paranoia, ansiedade, depressão e baixa autoestima. As pessoas com este delírio têm frequentemente uma vida mais inativa e correm um maior risco de desenvolver hipertensão arterial, diabetes e doenças cardíacas, tendo, consequentemente, uma esperança de vida 14,5 anos inferior à média.
As pessoas com delírio persecutório têm o maior risco de agir de acordo com esses pensamentos, em comparação com outros tipos de delírios. Esses actos incluem recusar-se a sair de casa por medo de ser ferido ou agir violentamente devido a uma ameaça percebida. Também são frequentes os comportamentos de segurança - os indivíduos que se sentem ameaçados realizam acções para evitar que o delírio temido ocorra. A evitação é comummente observada: os indivíduos podem evitar entrar em áreas onde acreditam que podem ser prejudicados. Alguns podem também tentar diminuir a ameaça, como por exemplo, sair de casa apenas com uma pessoa de confiança, reduzir a sua visibilidade tomando caminhos alternativos, aumentar a sua vigilância olhando para cima e para baixo na rua, ou agir como se fossem resistir a um ataque, estando preparados para atacar.

## Causas
Um estudo que avaliou doentes com esquizofrenia com delírio persecutório encontrou níveis significativamente mais elevados de abuso emocional na infância nessas pessoas, mas não encontrou diferenças em termos de trauma, abuso físico, negligência física e abuso sexual. Uma vez que os indivíduos com esta perturbação tendem a responder ao delírio com preocupação em vez de desafiarem o conteúdo do delírio, a preocupação é responsável pelo desenvolvimento e manutenção dos pensamentos persecutórios na mente dos indivíduos. Os elementos biológicos, como os desequilíbrios químicos no cérebro e o consumo de álcool e drogas, são um fator que contribui para o delírio persecutório. Pensa-se que os elementos genéticos também influenciam, pois os familiares com esquizofrenia e perturbação delirante correm um risco mais elevado de desenvolver delírio persecutório.

## Tratamento
O delírio persecutório é difícil de tratar e é resistente à terapia. Os medicamentos para a esquizofrenia são frequentemente utilizados, especialmente quando estão presentes sintoma positivos. Tanto os antipsicótico de primeira geração como os de segunda geração podem ser úteis. Uma vez que estes delírios são frequentemente acompanhados de preocupação, a utilização de terapia cognitivo-comportamental para combater este pensamento tem demonstrado reduzir a frequência dos próprios delírios, melhorar o bem-estar e diminuir a ruminação. Quando a deficiência de vitamina B12 está presente, os suplementos têm mostrado resultados positivos no tratamento de doentes com delírios persecutórios. A terapia cognitiva de realidade virtual, como forma de tratar o delírio persecutório, tem demonstrado uma redução do pensamento paranoico e da angústia. A realidade virtual permite que os doentes sejam imersos num mundo que reproduz a vida real, mas com uma quantidade reduzida de medo. Propõe-se então que os doentes explorem plenamente o ambiente sem se envolverem em comportamentos de segurança, desafiando assim a sua perceção de ameaça como infundada.

## Diagnóstico
O Manual de Diagnóstico e Estatística das Perturbações Mentais (DSM-5) enumera dez tipos de delírios. A Classificação internacional de doenças (ICD-11) define quinze tipos de delírios; ambos incluem o delírio persecutório. O tipo persecutório é um delírio comum que inclui a crença de que a pessoa ou alguém próximo está a ser tratado de forma maliciosa. Isto engloba pensamentos de que a pessoa foi drogada, espiada, prejudicada, ridicularizada, enganada, conspirada, perseguida, assediada, etc., e pode obter justiça através de denúncias, acções ou respostas violentas.
Num esforço para obter critérios mais pormenorizados para a perturbação, foi elaborada uma tabela de diagnóstico por Daniel Freeman e Philippa Garety. Está dividida em dois critérios que têm de ser cumpridos: o indivíduo acredita que vai sofrer danos no presente ou no futuro e que os danos são causados por um perseguidor. Há ainda pontos de clarificação: o delírio tem de causar angústia ao indivíduo; apenas o dano a alguém próximo da pessoa não conta como delírio persecutório; o indivíduo tem de acreditar que o perseguidor vai tentar fazer-lhe mal e os delírio de referências não contam na categoria de crenças persecutórias.